# Emmet Montgomery Reily
Emmet Montgomery Reily (ur. 1866, zm. 1944) – amerykański polityk, w latach 1921–1923 gubernator Portoryko, znajdującego się wówczas pod administracją kolonialną Stanów Zjednoczonych.

## Życiorys
Urodził się w 1866 roku.
Sprawował urząd gubernatora Portoryko od 30 lipca 1921, kiedy to zastąpił urzędującego tymczasowo na tym stanowisku Joségo E. Benedicto, przez dwadzieścia miesięcy do marca 1923. Jego następcą został tymczasowo Juan Bernardo Huyke.
Zmarł w 1944 roku.